# Каргопольское сельское поселение
Каргопольское сельское поселение — сельское поселение в Алькеевском районе Татарстана.
Административный центр и единственный населённый пункт — село Каргополь.

## География
Поселение расположено на севере района. Граничит со Старочелнинским, Базарно-Матакским, Старосалмановским, Салманским сельскими поселениями и Алексеевским районом.
Крупнейшие реки — Актай, Нохратка, Челнинка.
По территории проходят автодороги 16К-0191 "Алексеевское – Базарные Матаки – Высокий Колок", 16К-0264 "Базарные Матаки – Болгар", подъездная дорога к с. Каргополь.

## Население
| 2010 | 2011 | 2012 | 2013 | 2014 | 2015 | 2016 |
| ---- | ---- | ---- | ---- | ---- | ---- | ---- |
| 423  | ↘422 | ↗428 | ↗442 | ↘434 | ↗442 | ↘422 |
| 2017 | 2018 |      |      |      |      |      |
| ↘413 | ↘403 |      |      |      |      |      |

## Границы поселения
Граница Каргопольского сельского поселения по смежеству с Старочелнинским сельским поселением проходит от узловой точки 3, расположенной в 2,6 км на северо-запад от деревни Бибаево-Челны на стыке границ Каргопольского, Старочелнинского сельских поселений и Алексеевского муниципального района, на юго-запад по западной границе лесного квартала 77 Алексеевского участкового лесничества государственного бюджетного учреждения Республики Татарстан «Билярское лесничество» до пересыхающего ручья, идет вниз по течению пересыхающего ручья до его впадения в реку Челнинку, далее идет вниз по течению реки Челнинки до впадения в реку Актай, затем идет вверх по течению реки Актай 650 м до узловой точки 4, расположенной в 2,8 км на юго-восток от села Каргополь на стыке границ Базарно-Матакского, Каргопольского и Старочелнинского сельских поселений.

Граница Каргопольского сельского поселения по смежеству с Базарно-Матакским сельским поселением проходит от узловой точки 4 на юго-запад 2,8 км по южной границе лесной полосы, пересекая автодорогу Алексеевское — Высокий Колок, 1,4 км по сельскохозяйственным угодьям до точки поворота на пересечении полевых дорог, затем идет на юг по сельскохозяйственным угодьям 1,3 км и по лесной полосе 1,4 км, далее поворачивает на юго-запад и проходит 1,1 км по южной границе лесной полосы, пересекая балку, затем поворачивает на юго-восток и идет по западной границе лесной полосы, далее на юго-запад 110 м до узловой точки 6, расположенной в 1,8 км на восток от села Новый Баллыкуль на стыке границ Базарно-Матакского, Каргопольского и Старосалмановского сельских поселений.

Граница Каргопольского сельского поселения по смежеству с Старосалмановским сельским поселением проходит от узловой точки 6 на северо-запад по оси автодороги Базарные Матаки — Болгар до узловой точки 7, расположенной в 1,1 км на северо-восток от села Новый Баллыкуль на стыке границ Каргопольского, Салманского и Старосалмановского сельских поселений.

Граница Каргопольского сельского поселения по смежеству с Салманским сельским поселением проходит от узловой точки 7 вниз по течению реки Нохратки 9,0 км, затем поворачивает на северо-восток и идет 1,2 км по сельскохозяйственным угодьям до автодороги Алексеевское — Высокий Колок — Хлебодаровка — Демидовка, далее идет 2,5 км по оси данной автодороги до пересечения с автодорогой Алексеевское — Высокий Колок, поворачивает на северо-запад и идет 3,2 км по оси автодороги Алексеевское — Высокий Колок до узловой точки 2, расположенной в 800 м на северо-восток от села Демидовка на стыке границ Каргопольского, Салманского сельских поселений и Алексеевского муниципального района.

Граница Каргопольского сельского поселения по смежеству с Алексеевским муниципальным районом проходит от узловой точки 2 по границе Алькеевского муниципального района до узловой точки 3.